# Fibră de carbon
Fibra de carbon este considerată fibra cu un conținut de cel puṭin 90% carbon. Pentru descrierea fibrei cu un conținut mai mare de 99% carbon se folosește termenul de fibră grafitică. 

## Istoric
Această fibră a apărut în 1957, Barneby-Cheney și National Carbon fiind primii producători de fibre în cantități mici însă. În 1961, au fost produse pentru prima dată fibre de carbon din fibre poliacrilonitrilice (PAN). În 1967, Rolls Royce a anunțat proiectul utilizării fibrelor de carbon la componentele unui motor cu reacție.

## Aplicații
Astăzi, fibra de carbon este fibra cu cea mai mare răspândire în industria aerospațială. În ultimele două decenii, proprietățile fibrelor de carbon au crescut spectaculos ca rezultat al cererii de materiale cât mai rezistente și cât mai ușoare. Ca și raport rezistență/greutate, fibra de carbon reprezintă cel mai bun material ce poate fi produs la scară industrială în acest moment.
Capacitatea mondială de producție înregistrează o continuă creștere de la apariția materialului până în prezent, un salt spectaculos fiind înregistrat odată cu demararea proiectului Boeing 787 Dreamliner.

## Structura
Ca și grafitul, fibra de carbon are la bază o structură atomică plană cu legături foarte puternice între atomii de carbon, covalente. În cazul grafitului, planurile sunt paralele, legăturile dintre ele fiind de tip Van der Waals ce pot fi ușor rupte. În locul straturilor plane de atomi din carbon, care se găsesc în grafit, fibra de carbon este formată din panglici de atomi de carbon, spiralate, aliniate paralel cu axa fibrei.

## Sinteza
Pentru obținerea fibrei de carbon, se folosesc o varietate mare de materiale, numite precursoare. Acestea sunt filate în filamente subțiri care sunt apoi convertite în fibră de carbon în 4 etape:
- stabilizarea (oxidarea)
- carbonizare
- grafitizare
- tratamentul suprafeței

Fibrele continue sunt apoi bobinate și comercializate pentru țesere sau pentru alte procedee de obținere a structurilor din fibră de carbon (filament winding, pultrusion). Astăzi, materialul precursor predominant în fabricarea fibrelor de carbon este poliacrilonitrilul (PAN). Fibra de carbon astfel obținută are un diametru de 5 - 10 μm.

## Clasificare
În funcție de proprietățile mecanice ale fibrelor de carbon, acestea pot fi clasificate în:
- Fibre de Carbon High Modulus (HM sau Tipul I) – fibre cu modul de elasticitate mare
- Fibre de Carbon High Strength (HS sau Tipul II) – fibre cu rezistență la tracțiune ridicată
- Fibre de Carbon Intermediate Modulus (IM sau tipul III)